# قلايتشي (بهي فيض الله بيغي)
قلایتشي (بالفارسية: قلایچی) هي قرية تقع في إيران في أذربيجان الغربية. يقدر عدد سكانها بـ 57 نسمة بحسب إحصاء 2016.